# Hemicyclops xiamenensis
Hemicyclops xiamenensis is een eenoogkreeftjessoort uit de familie van de Clausidiidae. De wetenschappelijke naam van de soort is voor het eerst geldig gepubliceerd in 2010 door Ohtsuka, Ko &  Xu.